# La Châtaigneraie
 La Châtaigneraie  es una comuna y población de Francia, en la región de Países del Loira, departamento de Vendée, en el distrito de Fontenay-le-Comte. Es la cabecera y mayor población del cantón de su nombre.
Está integrada en la Communauté de communes du Pays de la Châtaigneraie.

## Demografía
Su población en el censo de 1999 era de 2.762 habitantes. Su aglomeración urbana –que también incluye La Tardière- tenía 3.944 habitantes.
| 1,827 | 1,860 | 2,056 | 2,371 | 2,906 | 3,055 | 2,904 | 2,762 |
| Para los censos de 1962 a 1999 la población legal corresponde a la población sin duplicidades (Fuente: INSEE [Consultar]) |       |       |       |       |       |       |       |